# Claire Dux
Claire Dux, eigentlich Clara Auguste Dux (* 2. August 1885 in Witkowo bei Gnesen; † 8. Oktober 1967 in Chicago) war eine deutsche Opernsängerin (Sopran).

## Leben
Nachdem sie mit ihren Eltern als Kind nach Bromberg gezogen war, begann ihre musikalische Ausbildung, die sie später nach Berlin unter anderem zu Adolf Deppe, und nach Mailand führte. 1906 debütierte sie als Opernsängerin in Köln als Pamina in Mozarts Zauberflöte. Nach ihrem Abschied aus Köln ging sie 1911 nach Berlin an die Königliche Oper, wo sie bis 1918 engagiert war. Nach Ende des Ersten Weltkriegs arbeitete sie als Konzertsopranistin an verschiedenen Häusern, unter anderem an der Stockholmer Oper. 1921 ging sie in die Vereinigten Staaten, wo sie bis 1926 an der Civic Opera Company von Chicago sang. Anschließend zog sie sich ins Privatleben zurück.
Sie war in dritter Ehe seit August 1926 mit dem amerikanischen Fleischproduzenten Charles H. Swift – von Swift & Company – verheiratet, nachdem sie zuvor in erster Ehe mit dem Generaldirektor der IG Farben und späteren Schriftsteller Wilhelm Alfred Imperatori (1878–1940) verheiratet gewesen war. Von diesem hatte sie sich wegen des Schauspielers Hans Albers scheiden lassen. Die Ehe mit Albers zerbrach Mitte der 1920er Jahre.
Salvador Dalí malte im Jahre 1942 das Bild Melancholie – Portrait der Sängerin Claire Dux.